# 표면경화법
표면경화법(case hardening)은 열처리법 중 철강의 표면경화법에는 강 표면의 화학성분을 변화 시켜 경화하는 화학적 표면경화법과 강 표면의 화학성분을 변화 시키지 않고 담금질만으로 경화하는 물리적 표면경화법이 있다. 주로 내마모성, 피로강도, 내식성, 내소착성 향상을 목적으로 하고 있으며, 기계부품, 금형, 공구등의 내구성, 고성능화, 고경량화가 요구되는 요즘 여러분야에 종사하는 기술자에게 표면경화법에 대한 인식이 점차 고조되고 있다.

## 공정

### 시안화법(청화법)
시안화법(Cyaniding)은 청화칼리, 청산소다 또는 페로시안화칼리 또는 페로시안화소다 등 시안화물을 사용해서 하는 경화법이다. 목탄이나 골탄 등을 사용하는 고체 침탄법보다도 비교적 얕은 경화층을 간단히 만들고자 할 때 이용하는 방법이다. 청화법에는 「간편 뿌리기법」과 「침적법」의 두 방법이 있다. 「간편 뿌리기법」은 시안화칼리 또는 황혈염(黃血鹽)을 주성분으로 한 분말제를 적열시킨 철의 부분에 뿌리거나 적열부분을 분말제 속에 파묻어 물 담금질을 하는 방법이다. 「침적법」은 청화칼리, 청화소다 등에 탄산칼리 또는 탄산소다 등을 섞은 혼합제의 용융 염욕(850°C)에 부품을 침적시킨 후 물 담금질한다. 이렇게 하면 깊이 0.3~1.0mm의 경화층이 생긴다. 청화법이 보통 고체 침탄법과 다른 점은 침적법을 단순히 탄소만을 침투시키는 데 대해 간이 뿌리기법, 청화물 CN에 의한 침탄과 질화의 두 작용을 할 수 있는 것이며, 청화법은 담금질 고속도강의 경화법에도 응용된다.

### 질화법
질화법(Nitriding)은 암모니아 가스 중에 질소(N)의 반응으로 질화층을 만든다.
질화용 강재의 표면층에 질소를 확산시켜, 표면층을 경화하는 방법이다.
게이지 또는 측정기에서 측정면의 경화 등에 이용된다. 500~600°C로 50~100시간 가열하여, 계속해서 가스를 공급하면서 서서히 냉각시킨다. 치수 변화가 적고, 담금질을 할 필요가 없다.

### 침탄법
침탄법(Carburizing)은 저탄소강의 표면에 탄소를 침입시켜 경화시키는 것이다.
- 고체침탄법
- 가스침탄법
- 진공침탄법

### 화염 및 유도 경화법
차등 열처리(Differential heat treatment)는 철의 표면을 급속히 고온 상태로 만든 후 다시 급히 냉각시키는 과정을 통해 경화를 얻는 방식이다. 현대의 차등 열처리는 주로 다음의 두 가지 방식을 따른다.
- 화염 경화(Flame hardening)는 강력한 화염에 의해 철의 표면을 급속히 가열하여 표면층이 오스테나이트화 되었을 때 급랭하여 표면만을 경화한다.
- 유도 경화(Induction hardening)는 경화하려는 부분의 표면에 주로 전자기 유도에 의한 고주파 전류를 발생시켜 단시간에 고열로 가열한 후 표면층만을 경화시키는 방식이다.

## 참고 자료
- 김경식 (1998년 12월 20일). 《표면경화처리》. 동방도서. 206쪽. ISBN 1-64000-038-0.